# Campylocentrum pugioniforme
Campylocentrum pugioniforme là một loài thực vật có hoa trong họ Lan. Loài này được (Klotzsch) Rolfe mô tả khoa học đầu tiên năm 1903.